# 无刺金合欢
无刺金合欢（学名：Acacia teniana）为豆科金合欢属的植物，为中国的特有植物。分布于中国大陆的云南、四川等地，生长于海拔780米至1,150米的地区，一般生长在林中，目前尚未由人工引种栽培。